# قطعنامه ۲۰۸۱ شورای امنیت
قطعنامهٔ ۲۰۸۱ شورای امنیت سازمان ملل متحد سندی بین‌المللی دربارهٔ دادگاه بین‌المللی کیفری یوگسلاوی سابق است. این قطعنامه طی نشست شورای امنیت سازمان ملل متحد در تاریخ ۱۷ دسامبر ۲۰۱۲ میلادی با ۱۵ رأی موافق، ۱ مخالف و ۰ ممتنع به تصویب رسید.